# Valentino (1977)
Valentino is een Brits-Amerikaanse film van Ken Russell die werd uitgebracht in 1977. 
Het scenario is losjes gebaseerd op het werk Valentino, an Intimate Exposé of the Sheik van Chaw Mank en Brad Steiger. 

## Verhaal
Na zijn carrière als beroepsdanser in New York komt de jonge in Italië geboren Rudolph Valentino uiteindelijk in Hollywood terecht, waar hij enorm veel succes krijgt dankzij zijn rol van latin lover in romantische drama's zoals Blood and Sand. Hij wordt het idool van talrijke vrouwelijke bioscoopgangers. In 1926 overlijdt hij echter vroegtijdig op 31-jarige leeftijd. 
De film start met beelden van het toenmalige filmjournaal waarop duizenden filmfans zich verdringen rond de lijkkist van Valentino. Daarna gaan die beelden over in door Russell gefilmde beelden van een hele menigte die binnenvalt in het huis waar Valentino opgebaard ligt. 
Via vele flashbacks brengen verscheidene vrouwen zoals actrice Alla Nazimova en costumière-scenarioschrijfster Natacha Rambova, Valentino's tweede echtgenote, zijn levensverhaal.

## Rolverdeling
| Acteur            | Personage                          |
| ----------------- | ---------------------------------- |
| Roedolf Noerejev  | Rudolph Valentino                  |
| Leslie Caron      | Alla Nazimova                      |
| Michelle Phillips | Natacha Rambova                    |
| William Hootkins  | Fatty                              |
| Carol Kane        | de vriendin van Fatty, een starlet |
| Felicity Kendal   | June Mathis                        |
| Seymour Cassel    | George Ullman                      |
| Huntz Hall        | Jesse Lasky                        |
| Alfred Marks      | Richard Rowland                    |
| David de Keyser   | Joseph Schenck                     |
| Linda Thorson     | Billie Streeter                    |
| Leland Palmer     | Marjorie Tain                      |
| Lindsay Kemp      | Angus McBride                      |
| John Justin       | Sidney Olcott                      |
| Anthony Dowell    | Vaslav Nijinsky                    |
| Anton Diffring    | baron Long                         |